# Kathleen Schoppe
Kathleen Schoppe (16 de diciembre de 1982) es una deportista alemana que compitió en halterofilia. Ganó una medalla de bronce en el Campeonato Europeo de Halterofilia de 2011, en la categoría de +75.

## Palmarés internacional
| Campeonato Europeo | Campeonato Europeo | Campeonato Europeo | Campeonato Europeo |
| Año                | Lugar              | Medalla            | Categoría          |
| ------------------ | ------------------ | ------------------ | ------------------ |
| 2011               | Kazán (Rusia)      | Medalla de bronce  | +75 kg             |